# 沒問題媽媽
《沒問題媽媽》（だいじょーぶママ）是於1997年8月4日至9月26日之間，星期一到星期五13:30 - 14:00（JST）在TBS系列播放的午間電視劇，「電視劇30」的其中一部。播出8週共40集，以親人過世所衍生的遺產繼承和處理後事問題為主題。

## 人物
- サチコ：宮崎淑子
- ナナ：加藤愛
- ユカリ：小島亞美
- 滿代：繪澤萌子
- 光一：石井洋祐
- 館野：松木秀樹
- 五十嵐：南原宏治
- とき子：春川真澄

## 主題曲
- 《鏡子迷宮》（鏡の迷路）作詞、作曲、歌：又紀仁美（日本古倫美亞）